# Aliénations
Pour les articles homonymes, voir Aliénation.
Aliénations est un documentaire français réalisé en 2003 par Malek Bensmaïl et sorti en 2004.
Le sujet du film est l'hôpital psychiatrique de Constantine en Algérie.

## Fiche technique
- Réalisation et directeur de la photographie: Malek Bensmaïl
- Assistant-réalisateur : Farid Sbahi
- Production : Institut national de l'audiovisuel (Ina), en association avec France 5 Unité Documentaires (Paris), O3 Productions (Dubaï), avec la participation de Télévision suisse romande (TSR)
- Distribution Eurozoom (2004)
- Musique : Phil Marboeuf
- Montage : Matthieu Bretaud